# Park City (Kentucky)
Park City é uma cidade localizada no estado americano de Kentucky, no Condado de Barren.

## Demografia
Segundo o censo americano de 2000, a sua população era de 517 habitantes.
Em 2006, foi estimada uma população de 548, um aumento de 31 (6.0%).

## Geografia
De acordo com o United States Census Bureau tem uma área de
4,4 km², dos quais 4,4 km² cobertos por terra e 0,0 km² cobertos por água. Park City localiza-se a aproximadamente 195 m acima do nível do mar.

## Localidades na vizinhança
O diagrama seguinte representa as localidades num raio de 20 km ao redor de Park City.